# Награда Слободан Селенић
Награда Слободан Селенић јесте награда коју додељује Факултет драмских уметности за најбољу дипломску драму на катедри за драматургију.

## Добитници
- Мирко Стојковић
- Тања Шљивар[1]
- Вук Бошковић за „Хич (ни)је велики".[2]
- Филип Јокановић за „Упало ми дјетињство у млијеко”, 2017.[3]
- Вида Давидовић, 2020/21.